# Distretto di Chanchamayo
Il distretto di  Chanchamayo è uno dei sei distretti della provincia di Chanchamayo, in Perù. Si trova nella regione di Junín e si estende su una superficie di  919,72 chilometri quadrati.